# Анемичная галактика

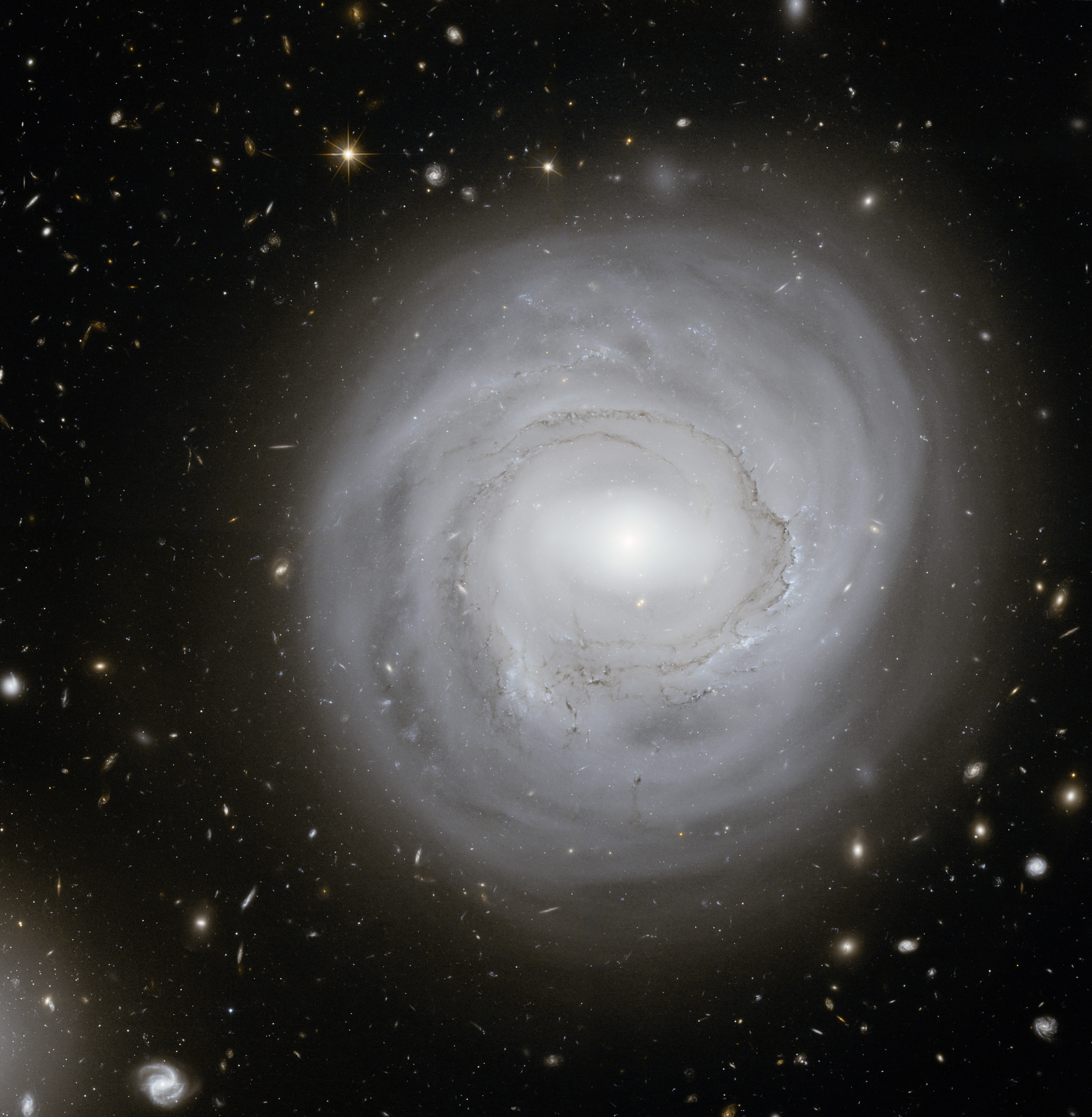
NGC 4921, типичная анемичная галактика.

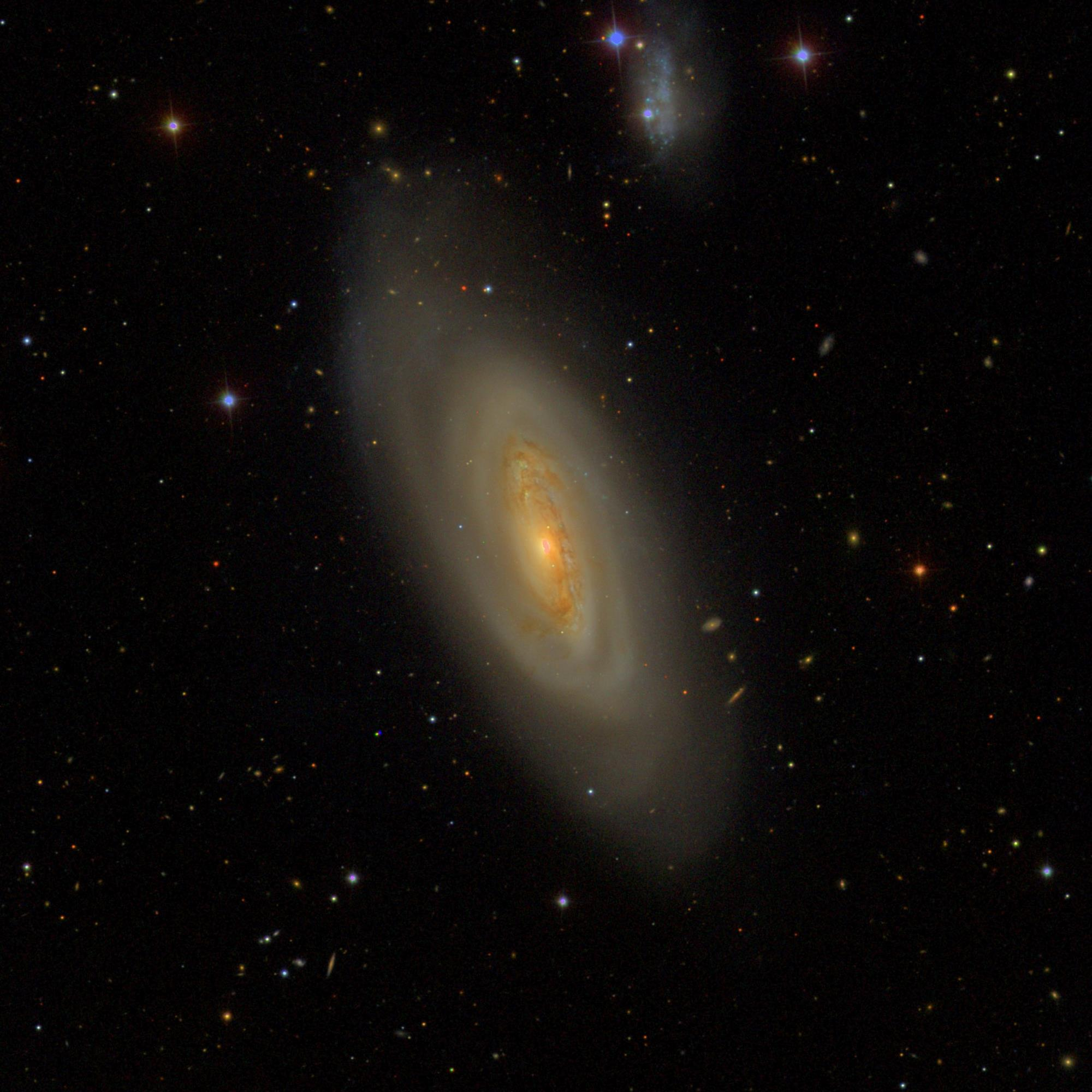
M 90 также является анемичной галактикой.

Анемичная галактика — тип спиральных галактик, характеризующийся низким контрастом между спиральными рукавами и диском.
В 1976 г канадский астроном С. ван ден Берг (англ. Sidney van den Bergh) предложил термин «анемичная галактика» для классификации галактик, занимающих промежуточное положение между богатыми газом, образующими звёзды спиральными галактиками  и бедными газом линзовидными галактиками.

## Характеристики
Анемичные галактики обладают не только малым контрастом спиральных рукавов по сравнению с остальным диском, но и имеют малое количество и плотность нейтрального водорода. Цвета анемичных галактик более красные, чем у нормальных галактик, содержание областей ионизированного водорода меньше, активность звездообразования ниже,
Первоначально считалось, что содержание молекулярного водорода  в подобных галактиках такое же, как в обычных спиральных галактиках, но последующие исследования показали, что у ряда анемичных галактик наблюдается дефицит молекулярного газа.
Анемичные галактики не следует путать с галактиками, имеющими красный цвет вследствие малой активности звездообразования, но обладающими нормальным содержанием нейтрального газа, как в случае с Туманностью Андромеды.

## Эволюция
Поскольку большинство галактик такого типа располагаются в богатых скоплениях галактик, было высказано предположение о том, что подобное окружение может являться причиной превращения нормальных спиральных галактик в анемичные. Исследование спиральных галактик в скоплении Девы показало, что по сравнению с изолированными спиральными галактиками у галактик скопления нейтральный газ и области звездообразования заключены в пределах оптического диска, причем активность звездообразования ниже. Процессы, протекающие в скоплениях галактик,  такие как взаимодействие со средой внутри скоплений,  взаимодействия с соседними галактиками могут быть ответственными за создание анемичных галактик, лишая нормальные галактики газа или на некоторый период усиливая темп звездообразования, что впоследствии приводит к прекращению звездообразования при исчерпании газа. Изолированные звёздные системы могут стать анемичными галактиками при исчерпании содержания газа при активном звездообразовании.
Наиболее вероятно, что в дальнейшем анемичные галактики исчерпают оставшийся газ и прекратят звездообразование, становясь системами, напоминающими линзовидные галактики; возможно, большинство линзовидных галактик в скоплениях раньше были спиральными галактиками.

## Пассивные спиральные галактики
Пассивные спиральные галактики — тип спиральных галактик, расположенных в богатых скоплениях галактик при высоких значениях красного смещения. Подобные галактики обладают спиральной структурой, но практически не проявляют звездообразования, зачастую наблюдающегося только в центральных областях.  В таких галактиках не наблюдаются звёзды большой массы (более 20 масс Солнца).
Результаты компьютерного моделирования показывают, что подобные галактики находятся на этапе превращения в линзовидные галактики, поскольку утратили водород в гало, который мог бы восполнить содержание газа в диске, исчерпанного при звездообразовании.
Поскольку по ряду свойств пассивные спиральные галактики сходны с анемичными галактиками, то соотношение между данными типами галактик остается невыясненным: пассивные галактики могут быть следующим этапом на пути превращения в линзовидные галактики по сравнению  с анемичными галактиками или же анемичные и пассивные галактики представляют один и тот же тип объектов и разница состоит лишь в большей удаленности пассивных галактик.

## Примеры
NGC 4921 в скоплении Волос Вероники и Messier 90 в скоплении Девы являются анемичными галактиками.